# Neomochtherus corcyraeus
Neomochtherus corcyraeus är en tvåvingeart som beskrevs av Tsacas 1965. Neomochtherus corcyraeus ingår i släktet Neomochtherus och familjen rovflugor. Inga underarter finns listade i Catalogue of Life.